# Трстена (Косовска Митровица)
Трстена (алб. Tërstenë) је насеље у општини Косовска Митровица, Косово и Метохија, Република Србија. Према попису становништва из 2011. године, село је имало 163 становника, већину становништва чинили су Албанци.

## Положај села
Село је на падини Копаоника, јужно од Црног врха (1364 м), а западно и јужно од врха Духовца (1134 м). Кроз село протичу Велики поток и река Врело. Разбијеног је типа. Дели се на три махале, чији су називи по родовима који у њима живе. Куће су на окупу само у махали Зумберовића, а исто тако и десетак кућа у махали Грбовића. Сви остали делови села су разбијени на групице од по две до три куће. Удаљења између тих групица износе 200-500 м.

## Историјат
На атару овог села према Гумништу једно се место зове Вори Шкаут (Словенинов гроб). Ту је, кажу, било велико гробље, чији се трагови више не познају. Преци садашњих Албанаца. У селу су почетком 19. века затекли село као чифлик „бега из Пећи“, на коме су чифчије били преци садашњих Албанаца из Пасоме и један род мештана Срба који је већ био у исламу. И преци садашњих Албанацасу све до око 1860. били чифчије, када су, кажу, купили село.

## Порекло становништва по родовима
Подаци из 1935. године:
- Азлановић (алб. Aslani) (10 кућа.) и – Бећировић (алб. Beqiri) (11 кућа.), од фиса Шаље. Доселили се из Шаље у Малесији почетком 19. века. Појасеви за Бећировиће у 1933. од досељења: Бека (Бећир), Зећир, Јашар, Дема.

Поарбанашени српски род је – Грбовић (алб. Grbaj) (24 кућа.). Затечен у селу још средином 18. века при досељењу оних Албанаца који сада живе у Пасоми. На ислам прешли у другој половини 18. века за време живљења тих Албанаца у овом селу. Ушли су у фис (племе) Шаљу, фис свога села и села у суседству.

## Демографија
| Година       | 1948 | 1953 | 1961 | 1971 | 1981 | 1991 | 2011 |
| ------------ | ---- | ---- | ---- | ---- | ---- | ---- | ---- |
| Становништво | 377  | 433  | 465  | 470  | 545  | 632  | 163  |

|  |